# العنف الأسري داخل العلاقات الجنسية المثلية

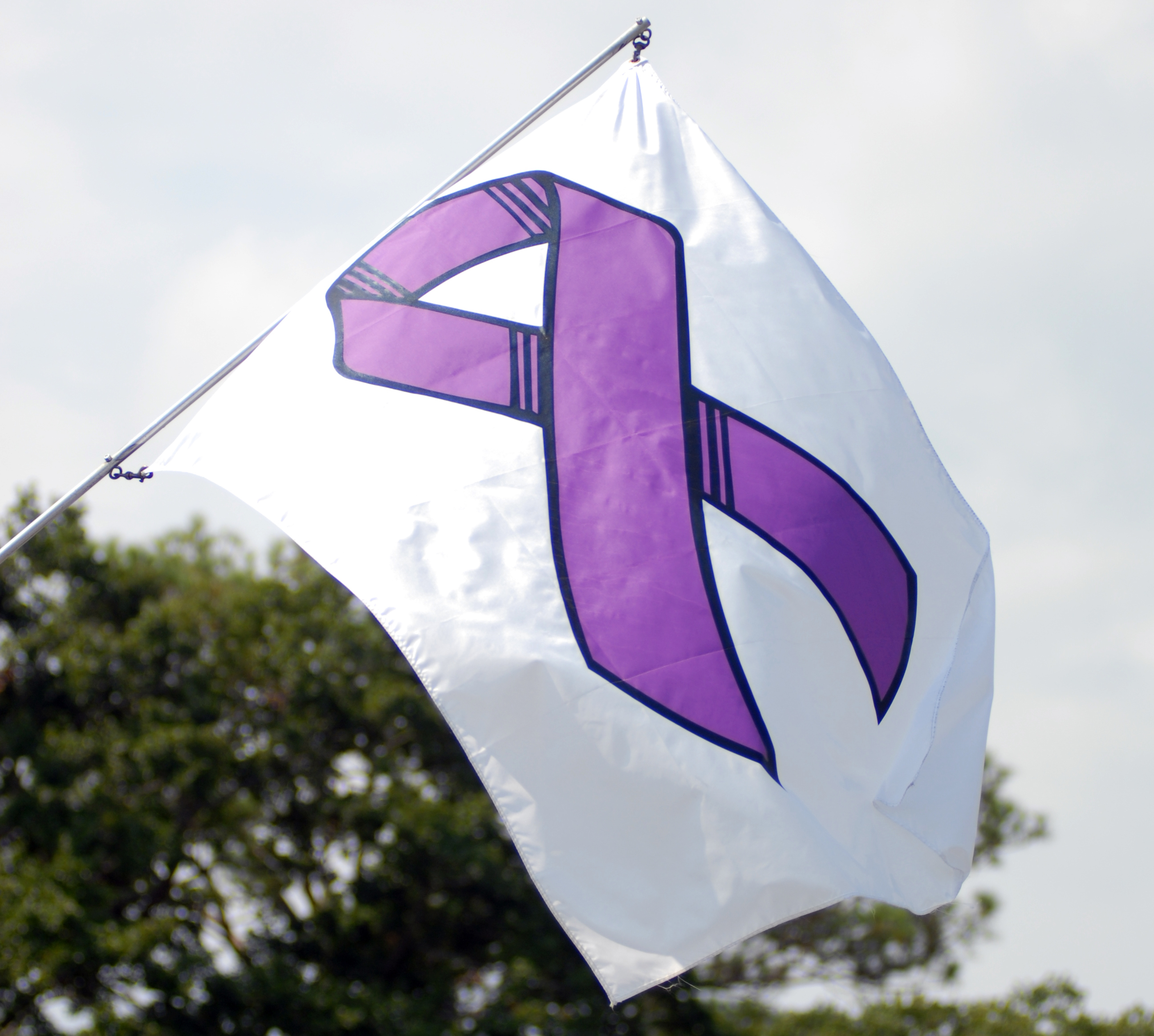

العنف الأسري في نطاق العلاقات المثلية، هو نمط من العنف أو الاعتداء الذي يحدث في إطار العلاقات المثلية. يُعتبر العنف الأسري من المسائل التي تؤثر على الأشخاص المختلفين جنسانيًا، لكنه ينطوي على بعض القضايا المتعلقة بضحايا العنف الأسري في نطاق العلاقات المثلية تحديدًا. تشتمل هذه القضايا على رهاب المثلية، والوصمة المرتبطة بفيروس نقص المناعة البشرية والإيدز، ومخاطر الإصابة بالأمراض المنقولة جنسيًا، وغياب الدعم القانوني، واعتبار هذا النوع من العنف أقل خطرًا من العنف الأسري في نطاق العلاقات المغايرة. علاوةً على ذلك، لم تُدرس قضية العنف الأسري في نطاق العلاقات المثلية على نحو شامل، كما هو الحال مع العنف الأسري في نطاق العلاقات المغايرة. ومع ذلك، تسارعت وتيرة التغييرات القانونية المُطبّقة لمساعدة ضحايا العنف الأسري في نطاق العلاقات المثلية، فضلًا عن تقديم بعض المنظمات لخدمات خاصة بضحايا العنف الأسري من هذا النوع.

## نسبة انتشاره في العلاقات

### نبذة عامة
ورد في موسوعة علم الضحايا ومكافحة الجريمة: «لا يُمكن تقدير مدى انتشار العنف الأسري في نطاق العلاقات المثلية لأسباب منهجية عديدة، مثل إجراءات أخذ العينات غير العشوائية وعوامل الاختيار الذاتي وغيرها من الأسباب. تستند الدراسات المتعلقة بالإساءة بين الشركاء المثليين أو المثليات عادةً إلى عينات ملائمة صغيرة، مثل أعضاء جمعية ما من المثليين أو المثليات».

### المثليين والمثليات
تشير بعض المصادر إلى تعرض الشركاء المثليين والمثليات للعنف الأسري بنفس وتيرة الشركاء المغايرين، بينما تصرح مصادر أخرى عن ارتفاع وتيرة العنف المنزلي بين الأفراد المثليين والمثليات وثنائيي الميول الجنسية مقارنةً بالأفراد المغايرين. يشير البعض إلى انخفاض احتمالية إبلاغ الأفراد المثليين والمثليات وثنائيي الميول الجنسية عن تعرضهم للعنف الأسري في علاقتهم الحميمة مقارنةً بالشركاء المغايرين، ويذكر البعض الآخر أن الشريكات المثليات أقل عرضةً للتعرض للعنف الأسري مقارنةً بالشركاء المغايرين. وفي المقابل، يفترض بعض الباحثين عمومًا تعرّض الشريكات المثليات للعنف الأسري بنفس معدل الشركاء المغايرين، بينما يُعتبر الشركاء الذكور المثليين أكثر حذرًا فيما يتعلق بالإبلاغ عن تعرضهم للعنف الأسري. أصدر الائتلاف الوطني لبرنامج مناهضة العنف (إن. سي. إيه. في. بّي.) تقريرًا حول عنف الشريك الحميم لدى المثليات والمثليين وثنائيي الميول الجنسية والعابرين جندريًا وأحرار الجنس والمصابين بفيروس نقص المناعة البشرية في عام 2012، إذ أشار التقرير إلى حاجة الرجال المثليين إلى رعاية طبية أكثر من غيرهم لأنهم يعانون من إصابات أكثر بعد تعرضهم لعنف الشريك الحميم. يُعتبر الرجال المثليين أكثر حاجةً بمرتين تقريبًا (1.7) إلى الرعاية الطبية، وأكثر عرضةً للتعرض لإصابة بستة عشر مرة مقارنةً بغيرهم من الأفراد. وجدت مراجعة للأدبيات في عام 2014 أن معدلات العنف الأسري بين الشركاء المثليين مشابهة لتلك بين الشركاء المغايرين أو أعلى منها.
أجرت مراكز السيطرة على الأمراض والوقاية منها (سي. دي. سي.) دراسةً في عام 2010 حول معدلات الإبلاغ عن العنف الأسري في الولايات المتحدة، أشارت الدراسة إلى إبلاغ 26% من الرجال المثليين و37.3% من ثنائيي الميول الجنسية الذكور عن تعرضهم للعنف الجسدي أو المطاردة أو الاغتصاب على يد شركائهم الذين بلغت نسبة الذكور منهم 90.7% و78.5% على التوالي. أبلغ 29% من الرجال المغايرين عن تعرضهم لعنف أسري (إذ وصلت نسبة النساء من الجناة إلى 99.5%).
صرحت مراكز السيطرة على الأمراض والوقاية منها عن إبلاغ 43.8% من النساء المثليات عن تعرضهن للعنف الجسدي أو المطاردة أو الاغتصاب على يد شريكاتهن أو شركائهن. ومع ذلك، تشير الدراسة إلى أن نسبة النساء من الجناة لم تتعدى الثلث (67.4%) (تميل النساء المثليات إلى الدخول في علاقات مغايرة قبل إفصاحهن عن ميولهن الجنسية)، الأمر الذي قلص من الإحصائيات الفعلية لتصل إلى 26.6%. وفي المقابل، أبلغت 35% من النساء المغايرات و61.1% من ثنائيات الميول الجنسية عن تعرضهن لعنف جسدي أو مطاردة أو اغتصاب على يد شريكاتهن أو شركائهن الذين وصلت نسبة الذكور منهم إلى 98.7% و89.5% على التوالي.